# Protrechina carpenteri
Protrechina carpenteri är en myrart som beskrevs av Wilson 1985. Protrechina carpenteri ingår i släktet Protrechina och familjen myror. Inga underarter finns listade i Catalogue of Life.